# ستيف بورتون (ممثل)
ستيف بورتون (بالإنجليزية: Steve Burton)‏ هو ممثل أمريكي، ولد في 28 يونيو 1970 في إنديانابوليس في الولايات المتحدة. من الجوائز التي نالها Daytime Emmy Award for Outstanding Supporting Actor in a Drama Series ‏.

## أعمال

### أفلام
- (2001) القلعة الأخيرة[4]
- (2005)  ظهور الأطفال

### مسلسلات
- المستشفى العام

## جوائز
- Daytime Emmy Award for Outstanding Supporting Actor in a Drama Series [الإنجليزية]‏
- Daytime Emmy Award for Outstanding Younger Actor in a Drama Series [الإنجليزية]‏

## وصلات خارجية
- ستيف بورتون على موقع IMDb (الإنجليزية)
- ستيف بورتون على موقع إن إن دي بي (الإنجليزية)
- ستيف بورتون على موقع قاعدة بيانات الفيلم (الإنجليزية)